# Bemaitso
Bemaitso är en ort i Madagaskar.   Den ligger i regionen Alaotra Mangororegionen, i den nordöstra delen av landet, 230 km norr om huvudstaden Antananarivo. Bemaitso ligger 937 meter över havet och antalet invånare är 8 000.
Terrängen runt Bemaitso är platt åt sydväst, men åt nordost är den kuperad. Terrängen runt Bemaitso sluttar västerut. Runt Bemaitso är det glesbefolkat, med 14 invånare per kvadratkilometer. Närmaste större samhälle är Andilamena, 10,0 km nordost om Bemaitso. I omgivningarna runt Bemaitso växer huvudsakligen savannskog.